# Pismo batackie

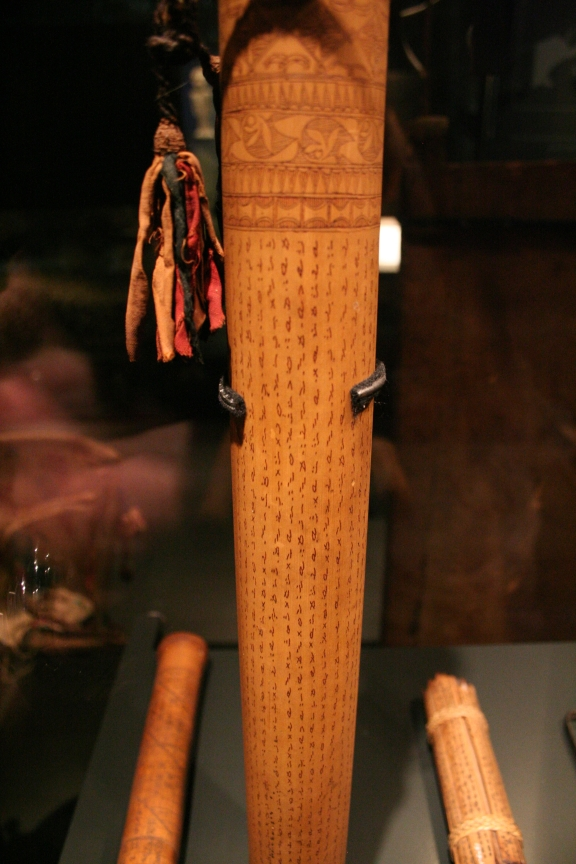
Bambus pokryty tekstem w piśmie batackim, Muzeum Etnograficzne w Leiden

Pismo batackie (indonez. surat Batak) – abugida tradycyjnie używana do zapisu języków batackich na północnej Sumatrze. W tradycyjnej kulturze Bataków znajomość pisma była ograniczona do kapłanów, zwanych datu i wykorzystywana głównie do zapisywania tekstów magicznych oraz kalendarzy. Po przybyciu na Sumatrę misjonarzy europejskich w drugiej połowie XIX w. przez pewien czas nadal wykorzystywano tę formę pisma, wraz z alfabetem łacińskim w szkołach do nauczania religii chrześcijańskiej, lecz po pierwszej wojnie światowej pismo przestało być powszechnie używane. Obecnie służy głównie jako motyw zdobniczy.
Pismo batackie prawdopodobnie wywodzi się ze starożytnego indyjskiego pisma brahmi poprzez późniejszą wersję pallawa i kawi. Zapisywane jest od strony prawej do lewej. Podobnie jak w przypadku innych indyjskich alfabetów sylabicznych, każdy znak spółgłoskowy zawiera inherentną samogłoskę „a”. Inne samogłoski zapisywane są za pomocą znaków diakrytycznych, w języku Bataków Toba zwanych pangolat.
Pismo batackie jest nauczane w szkołach, aczkolwiek w uproszczonej formie.

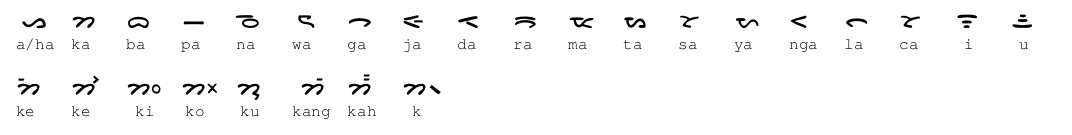
Pismo batackie, język dairi